# Lövliden
Lövliden is een plaats in de gemeente Vilhelmina in het landschap Lapland en de provincie Västerbottens län in Zweden. De plaats heeft 128 inwoners (2005) en een oppervlakte van 12 hectare. De plaats ligt op een soort schiereiland tussen de meren Fatsjön en Volgsjön, deze meren zijn via een klein riviertje met elkaar verbonden. De plaats zelf grenst niet direct aan deze meren en de plaats Vilhelmina ligt ongeveer drie kilometer ten zuiden van Lövliden.
Bestuurscentrum: Vilhelmina (Tätort)
Småort: Bäsksele · Dikanäs · Klimpfjäll · Latikberg · Laxbäcken · Lövliden · Malgovik · Meselefors · Nästansjö · Saxnäs · Skansholm · Storseleby
Overig: Aronsjö · Fatmomakke · Kittelfjäll · Siksjönäs · Stalon · Strömnäs · Svannäs